# Avressieux
Avressieux ist eine französische Gemeinde mit 534 Einwohnern (Stand 1. Januar 2022) im Département Savoie in der Region Auvergne-Rhône-Alpes. Sie gehört zum Kanton Bugey savoyard im Arrondissement Chambéry und ist Mitglied im Gemeindeverband Val Guiers.

## Geographie

### Lage
Avressieux liegt am Westrand des Départements auf 301 m, etwa 18 Kilometer westlich der Präfektur Chambéry, 70 Kilometer ostsüdöstlich der Stadt Lyon und 43 Kilometer nördlich der Stadt Grenoble (Luftlinie). Nachbargemeinden von Avressieux sind Rochefort im Norden und Osten, Verel-de-Montbel und Belmont-Tramonet im Süden sowie Saint-Genix-les-Villages mit Saint-Genix-sur-Guiers im Nordwesten.

### Topographie
Die Fläche des 8,07 km² großen Gemeindegebiets umfasst einen Teil des Avant-Pays savoyard, des von sanften Erhebungen geprägten savoyischen Vorlandes zwischen dem Grenzfluss Guiers und dem Südende der Hauptantiklinalen des Jura. Der leicht reliefierte Gemeindeboden erreicht am Nordrand mit 477 m seine höchste Erhebung und fällt nach Südwesten zum Tal des Guiers hin gleichmäßig ab. Er wird von mehreren kleinen Bächen entwässert, die sich in kleinen Schluchten in das Relief eingetieft haben. Schmale Waldstücke flankieren diese Bachläufe und machen etwa 16 % der Gemeindefläche aus. Der Rest der unbebauten Gemeindefläche wird landwirtschaftlich genutzt. Avressieux ist eine Streusiedlung, deren Weiler und Gehöfte sich über das gesamte Gemeindegebiet verteilen.

## Geschichte

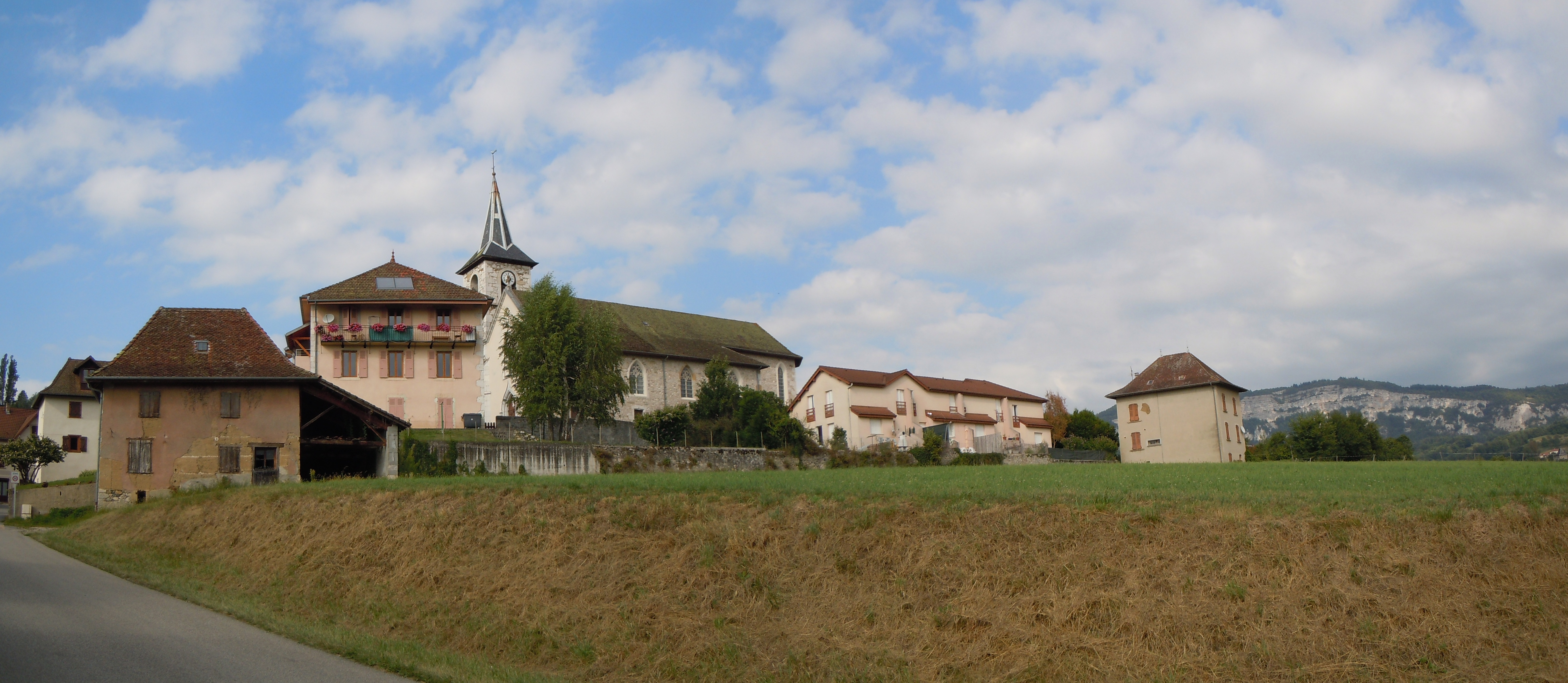
Der Ortskern von Avressieux

Bereits im Hochmittelalter bestand in Avressieux eine Pfarrei, die erstmals 1115 urkundlich erwähnt wurde als Ecclesia de Avriacu, sowie 1120 als Ecclesia Sancti Laurentii de Avriciacu. Der Ortsname geht auf den gallorömischen Eigennamen Avritius zurück.

## Sehenswürdigkeiten

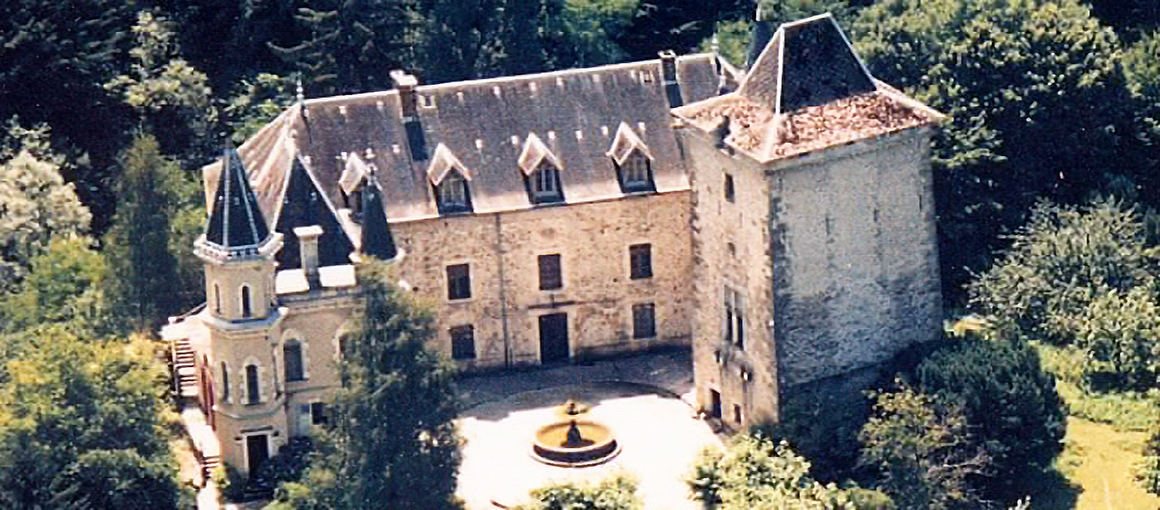
Château de Montfleury

Das östlich des Dorfkerns gelegene Château de Montfleury war im Mittelalter Sitz einer kleinen Herrschaft und besitzt noch seinen ursprünglichen Donjon aus dem 13. Jahrhundert. An ihn reihen sich weitere Gebäudeflügel aus späteren Jahrhunderten an, die von einem sechseckigen Turm abgeschlossen werden. Es beherbergt heute ein Heimatmuseum und kann besichtigt werden.

## Bevölkerung
| Jahr                       | 1962 | 1968 | 1975 | 1982 | 1990 | 1999 | 2006 | 2011 |
| Einwohner                  | 344  | 324  | 304  | 296  | 349  | 384  | 450  | 480  |
| Quellen: Cassini und INSEE |      |      |      |      |      |      |      |      |

Mit 534 Einwohnern (Stand 1. Januar 2022) gehört Avressieux zu den kleinen Gemeinden des Département Savoie. Nachdem die Einwohnerzahl seit dem Anschluss Savoyens an Frankreich stetig rückläufig war (1861 wurden noch 699 Einwohner gezählt), kehrte sich der Trend in den 1980er Jahren wieder um zugunsten einer Bevölkerungszunahme. Die Ortsbewohner von Avressieux heißen auf Französisch Avarcholan(e)s oder Apricien(ne)s.

## Wirtschaft und Infrastruktur
Avressieux ist bis heute ein durch die Landwirtschaft geprägtes Dorf, dessen Bauern vorwiegend auf Milchproduktion ausgerichtet sind. Daneben gibt es verschiedene Betriebe des lokalen Kleingewerbes. Mittlerweile hat sich das Dorf auch zu einer Wohngemeinde entwickelt. Viele Erwerbstätige sind Wegpendler, die in den größeren Ortschaften der Umgebung und der benachbarten Départements ihrer Arbeit nachgehen.
Die Ortschaft liegt abseits der größeren Durchgangsstraßen an einer Departementsstraße, die von Belmont-Tramonet herführt. Der nächste Autobahnanschluss an die A43 Lyon–Chambéry befindet sich in vier Kilometern Entfernung bei Saint-Genix. Als Flughäfen in der Region kommen Lyon-St-Exupéry (Entfernung 65 km) und  Chambéry-Savoie (32 km) in Frage.